# Peritrichia saga
Peritrichia saga är en skalbaggsart som beskrevs av Louis Albert Péringuey 1902. Peritrichia saga ingår i släktet Peritrichia och familjen Melolonthidae. Inga underarter finns listade i Catalogue of Life.